# Chalcosyrphus obscura
Chalcosyrphus obscura är en tvåvingeart som först beskrevs av Szilady 1939.  Chalcosyrphus obscura ingår i släktet mulmblomflugor, och familjen blomflugor. Inga underarter finns listade i Catalogue of Life.